# Ignacio Ambríz
Marcos Ignacio Ambríz Espinoza (Città del Messico, 7 febbraio 1965) è un allenatore di calcio ed ex calciatore messicano, di ruolo difensore.

## Carriera

### Club
Nacho Ambríz ha militato per molti anni nel Club Necaxa, squadra di Aguascalientes in cui ha iniziato la carriera nel 1983 e chiusa nel 2001. Ha giocato per i biancorossi 283 partite segnando 17 reti.

### Nazionale
Ha giocato dal 1992 al 1995 con la nazionale messicana, totalizzando 64 presenze, segnando 6 reti e giocando da titolare tutte le quattro partite giocate dal Messico durante il campionato del mondo 1994.

## Palmarès

### Giocatore

#### Competizioni nazionali
- Campionato messicano: 2

Necaxa: 1993-1994, 1994-1995
- Coppa del Messico: 1

Necaxa: 1994-1995
- Supercoppa del Messico: 1

Necaxa: 1995

#### Competizioni internazionali
- Coppa delle Coppe CONCACAF: 1

Necaxa: 1994

### Allenatore

#### Competizioni nazionali
- Campionato messicano: 1

León: Guardianes 2020